# Bolbochromus catenatus
Bolbochromus catenatus es una especie de coleóptero de la familia Geotrupidae.

## Distribución geográfica
Habita en Borneo, Sumatra.